# دين بليس
دين بليس (بالإنجليزية: Dean Blais)‏ هو لاعب هوكي جليد أمريكي، ولد في 18 يناير 1951 في إنترناشونال فولز في الولايات المتحدة.

## وصلات خارجية
- دين بليس على موقع EliteProspects.com (الإنجليزية)
- دين بليس على موقع HockeyDB.com (الإنجليزية)